# Zheng Dongguo
Zheng Dongguo (鄭洞國, 13 janvier 1903 - 27 janvier 1991) est un général de l'armée nationale révolutionnaire qui combattu durant la seconde guerre sino-japonaise dans le sud de la Chine et en Birmanie, recrutant des troupes au Yunnan. Après la défaite japonaise de 1945, il est un commandant important de la guerre civile chinoise, servant sous les ordres de Du Yuming et Chen Cheng en Mandchourie.

## Biographie
Zheng était un farouche adversaire de la présence japonaise en Mandchourie et en particulier des efforts de l'empire du Japon de fabriquer l'État fantoche du Mandchoukouo. Il rejoint le Kuomintang et gagne la reconnaissance du généralissime Tchang Kaï-chek. Zheng est également apprécié par Tchang pour sa fidélité personnelle - Zheng est conservateur en ce qui concerne les traditions culturelles chinoises de piété filiale, reconnues par d'autres néoconfucéens comme Tchang.
Zheng se démarque en battant les troupes de l'armée impériale japonaise, technologiquement et logistiquement supérieures, dans plusieurs engagements au Yunnan, en Birmanie, en Chine du Nord et en Mandchourie. Au Yunnan, Zheng est considéré comme populaire auprès de ses troupes, et beaucoup de soldats recrutés et entraînés sous ses ordres restent avec lui tout au long de ses campagnes avec le Kuomintang. C'est pendant cette période que Zheng est sous le commandement du général Du Yuming, qui lui-même gagne une certaine notoriété en Chine.
De 1945 à 1947, Zheng Dongguo sert comme commandant dans les forces nationalistes en Chine du Nord-Est menées par Du Yuming, participant à plusieurs victoires importantes contre les forces du Parti communiste chinois, comme la double victoire de Du Yuming sur le général communiste Lin Biao durant la campagne de défense de Siping (en). Après que Tchang Kaï-chek ait ordonné à Chen Cheng de remplacer Du Yuming, Zheng et ses troupes sont transférées sous le commandement de Tchang. Chen ne montre pas autant d'habilités que Du et les forces communistes menées par Lin Biao prennent rapidement le contrôle de la région en 1948, encerclant les troupes de Zheng placées en garnison dans la ville de Changchun.

### Siège de Changchun
Dans le cadre de la campagne de Liaoshen, les forces communistes menées par Lin Biao coupent les routes, les chemins de fer et autres voies d'entrée et de sortie dans les alentours de Changchun et bloquent la ville elle-même. Bien que n'étant pas entourée d'une ancienne muraille, la garnison avait construit, avec l'aide du civils enrôlés, un grand fossé d'environ 2,5 m de profondeur et d'environ 3,5 m de large en 1947. Les défenseurs, des vétérans de nombreuses campagnes contre les forces communistes et japonaises, sont considérés comme des troupes d'élite. Lin Biao estime qu'une attaque contre la ville serait trop coûteuse et dangereuse. Au lieu de cela, les forces communistes décident de mener le siège de Changchun, tout en préparant des embuscades et des pièges pour toutes tentatives de secours nationalistes, en utilisant la ville comme appât.
Tchang n'ordonne pas à Zheng de sortir de Changchun, sachant que les lignes nationalistes sont trop éloignées. Il tente plutôt d'ordonner à d'autres forces d'aller soulager la ville, mais cela est inefficace. Il essaie également de ravitailler la ville par voie aérienne, mais les forces aériennes nationalistes ne peuvent remplir cette mission en raison de leur petite taille et de leur manque d'expérience. Une petite quantité de matériel destinée à la garnison atterri même dans les lignes communistes, et les troupes communistes utilisent alors les objets récupérés comme effet de propagande.
Après avoir détruit ou déjoué plusieurs tentatives de secours nationalistes, les troupes communistes tentent la main aux assiégés, les incitant à se rendre, mais ceux-ci refusent. Mao Zedong décide que la ville tombera une fois que les défenseurs auront été suffisamment affaiblis. Les habitants de la ville sont utilisés par les communistes pendant le siège pour forcer les troupes nationalistes assiégées à capituler. Certaines estimations du nombre de morts font état de 330 000 victimes. Les forces communistes autorisent les soldats nationalistes à quitter la ville mais empêchent les civils de le faire, allant jusqu'à les renvoyer dans la ville sous la menace des armes. Beaucoup de civils meurent de faim aux entrées de la ville, en face des forces communistes. Le siège dure 150 jours et entraîne la mort par famine d'environ 80 % de la population civile. Lorsque les 60e et 7e armées nationalistes se rendent, il ne reste plus que 40 000 survivants seulement au moment où Zheng donne l'ordre.
Zheng est capturé après avoir été obligé de se rendre à Changchun. Il passe plusieurs années en tant que prisonnier de guerre, mais est finalement libéré et vit ensuite en république populaire de Chine. Durant ses dernières années, Zheng déclare dans plusieurs entrevues qu'il regrettait d'être rester si longtemps à Changchun, constatant plus tard que cela n'avait apporté que souffrance et mort.